# Облада
Облада (Oblada melanura) — вид окунеподібних риб родини Спарові (Sparidae). Вид складає монотиповий рід Облада (Oblada).

## Опис
Овальний, сплюснутий з боків тулуб із слабо опуклим головним профілем. Зазублені лусочки, наявні також і на голові. Зяброва кришка без шпильки, край передкришки гладкий. Маленький ротовий отвір, криво спрямований вгору, з тонкими губами; щелепи лише злегка висуваються вперед, однакової величини. Зуби: на кожній щелепі крайній ряд спереду з різцями, з боків з гострими, конічними зубами, за ними 4 ряди маленьких жувальних зубів; леміш і піднебінні кістки без зубів. Довгий, неподілений спинний плавець з 11 променями-колючками і 13-14 м'якими променями; анальний плавник з 3 колючими і 13-14 м'якими променями. Грудні плавники з одним променем-колючкою і 5 м'якими променями. Забарвлення сріблясто-сіре з неясними темними подовжніми смугами. Помітна велика чорна пляма з широким, білим краєм на хвостовому стеблі. Довжина — до 34 см, максимальна вага — 0,6 кг.

## Поширення
Розповсюджений уздовж східно-атлантичного узбережжя, від південної частини Біскайської затоки і Португалії до Анголи у Середземному морі і дуже рідко також на півдні Чорного моря. Переважно на скелястих узбережжях з багатою водоростевою порістю, на глибині 2-3 м; також над піщаним дном і на морських лугах.

## Спосіб життя
Цей вид морських карасів зустрічається частіше в численних, іноді в дрібних зграях; вони тримаються здебільшого, на відміну від більшості інших видів морських карасів, в областях відкритих вод. Час нересту приходиться на пізню весну. Ікринки вільно викидаються у воду; личинки, що вилупилися, живуть в планктоні до пізнього літа. Восени перетворення на молодих рибок закінчується; молоді особини перебираються потім в прибережні води, де вони часто зустрічаються в зоні прибою.

## Живлення
Висмоктує нарости на підводних предметах і дрібних тварин, що зустрічаються в них.